# Тибетский спаниель
Тибетский спаниель (англ. Tibetan Spaniel) — порода декоративных собак. Издавна в тибетских монастырях были сторожами и компаньонами.

## История породы

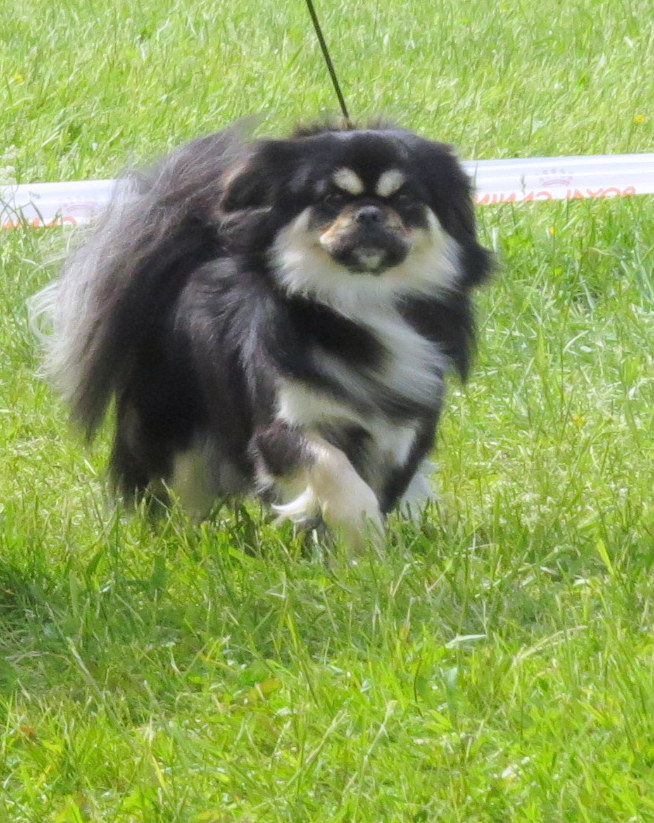

Вопреки названию, тибетские спаниели не имеют отношения к европейским спаниелям (эпаньолям) и были названы так только благодаря внешнему сходству с модными английскими той-спаниелями. Это действительно древняя порода, её история прослеживается на более чем две тысячи лет назад. Эти собаки издавна жили в горах Тибета при буддистских монастырях и почитались буддистскими монахами. Наряду с цепными тибетскими мастифами, собаки несли сторожевую службу: лёжа на стенах монастыря они наблюдали за окружающей территорией и при появлении незнакомцев лаем привлекали внимание людей и огромных псов. В некоторых монастырях собачки крутили молитвенные мельницы, и им даже разрешалось входить в помещения и присутствовать при многочасовых молитвах.
Буддистские монахи не продавали собак, но могли преподнести такую собаку в качестве ценного дара. Версия о том, что тибетские собачки были привезены в Европу во времена Марко Поло, не находит подтверждения. Более вероятно, что маленьких тибетских собачек привезли из Китая иезуиты в XVII—XVIII веках. В Великобританию первая такая собака была привезена в конце XIX века и впервые показана на престижной выставке собак Crufts в 1898 году. Стандарт породы утверждён Английским кеннел-клубом в 1934 году, британским собаководам порода обязана своим названием. Международная кинологическая федерация признала породу в 1961, под патронажем Великобритании.

## Внешний вид

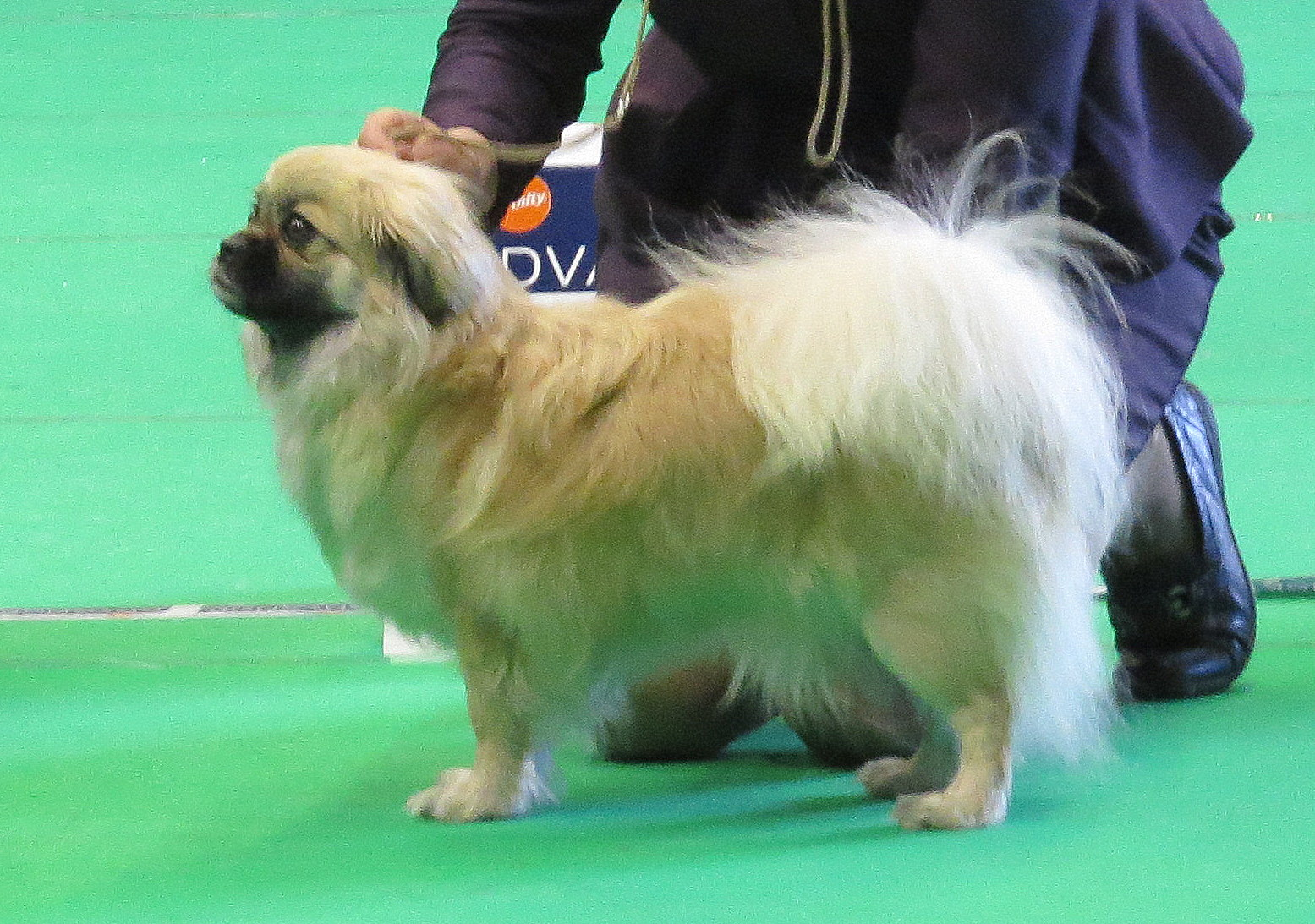

Тибетский спаниель — маленькая активная собака удлинённого формата. Голова маленькая относительно корпуса, горделивая, без признаков грубости даже у кобелей, чуть округлая. Морда средней длины с большим подбородком, без морщин. Для собак этой породы типичен небольшой перекус, но зубы и язык не должны быть видны. Глаза тёмные, ясные и выразительные, посажены широко. Уши небольшие, висячие, посажены высоко, у взрослых собак украшены длинной шерстью. Хвост посажен высоко, закручен над спиной в весёлый бублик и благодаря богатой шерсти выглядит как пышный плюмаж.
Шерсть шелковистой текстуры, короткая на морде и передней части ног, по корпусу умеренно длинная, но прилегающая. Подшёрсток густой и тонкий. Уши, шея, хвост, задние части ног украшены гривой и очёсами, особенно у кобелей. Допускаются любые расцветки, однако существуют давние традиции, согласно которым ценятся тёмные окрасы, особенно с белым пятнышком на груди, которое символизирует чистое сердце; белое пятнышко на лбу — знак Будды, а белый хвост, как полагают тибетцы, говорит о воровских наклонностях щенка. Золотистый окрас тоже очень популярен.

## Темперамент и использование
Тибетские спаниели умны, самостоятельны и уверены в себе. Незнакомых людей сторонятся. Дружелюбны и ласковы, но обладают независимым характером и довольно упрямы. Собаки активные, подвижные, славятся крепким здоровьем и большой продолжительностью жизни..